# Jo Vonlanthen
Joseph (Jo) Vonlanthen (31. května 1942, St. Ursen) je švýcarský automobilový závodník, účastník mistrovství světa Formule 1.

## Závodní kariéra ve F1
Jo Vonlanthem je jedním z jezdců, u kterých neplatí, že do F1 vede cesta přes úspěchy v nižších kategoriích. Tento Švýcar vlastnící autoservis závodil jen pro zábavu a nikdy nebyl továrním jezcem. Několik let jezdil F3 s vozy Tecno, Brabham a GRD. V březnu 1973 debutoval ve F2. Do F1 se začal chystat, když se měla jet GP Švýcarska na francouzském okruhu Dijon, ale tento krok se neuskutečnil. jenže "Jo" se nakonec dočkal, když vyjednával se Surteesem, Hillovým týmem Lola, s lordem Heskethem a nakonec zakotvil u Williamsu.
- 24. 5. 1975 se postavil k závodu nezapočítaném do MS a dokončil jej na 14 místě
- 17. 8. 1975 se přihlásil s Williamsem do Velké ceny Rakouska, kde stál jako poslední (28) na startu ve 14 řadě vedle Ensignu Roelfa Wunderinka. Ve 14 kole jeho vůz s číslem 20 zradil motor.

## Vítězství
- ve F1 žádného nedosáhl

## Formule 1
- 1975 bez bodů

## Nejlepší umístění na mistrovství světa F1
- nedokončil Grand Prix Rakouska 1975